# ACADEMY Bühnenkunstschule
Die ACADEMY Bühnenkunstschule ist ein interkultureller Ort für kulturelle Bildung in Berlin-Kreuzberg, der im Jahr 2003 auf Initiative der GASAG vom Verein Alte Feuerwache e. V. entwickelt wurde. Die Bühnenkunstschule bildet junge Menschen in den darstellenden Künsten, insbesondere in Schauspiel, Tanz und Musik, aus. Ziel der ACADEMY ist es, Jugendlichen mit unterschiedlichen sozialen und kulturellen Hintergründen Raum zur künstlerischen und persönlichen Entfaltung zu bieten.

## Geschichte
Seit ihrer Gründung hat die ACADEMY über 1.400 jugendliche Teilnehmende in über 53 Produktionen auf die Bühne gebracht. Die Aufführungen werden von professionellen Dozentinnen und Dozenten betreut und zeichnen sich durch eine starke interdisziplinäre und interkulturelle Zusammenarbeit aus. Im Jahr 2023 wurde das 20-jährige Bestehen mit einem Festival gefeiert.

## Ziele und Werte
Die ACADEMY legt neben der künstlerischen Ausbildung auch großen Wert auf die persönliche Entwicklung der Teilnehmenden. Sie fördert Bühnenpräsenz, Kreativität, Teamarbeit und Selbstwahrnehmung. Zudem unterstützt die Bühnenkunstschule die Auseinandersetzung mit unterschiedlichen kulturellen Hintergründen und trägt zur sozialen Integration bei.

## Struktur der Ausbildung
Die ACADEMY ist in zwei Hauptbereiche unterteilt:

### Basisjahr
Das Basisjahr ist ein einjähriges Programm, das jungen Menschen zwischen 13 und 19 Jahren eine intensive Ausbildung mit professionellem Unterricht in Schauspiel, Tanz oder Musik bietet. Das Jahr endet mit einer großen Abschlussvorstellung.

### Produktionslabor
Im Produktionslabor (bis Herbst 2024: Produktionshaus; bis 2016: ACADEMYzwei) vertiefen die Teilnehmenden ihre Fähigkeiten in anspruchsvolleren und experimentelleren Projekten. Einige Produktionen wurden beim Bundeswettbewerb Tanztreffen der Jugend ausgezeichnet, darunter #2 VON DER SCHÖNHEIT UND SELTSAMKEIT DES ANLEHNENS, #8 NAHESTEHEN | NAHEGEHEN, #10 BEAT und FRUST (aus #16 AUF DIE FRESSE).
Die ACADEMY war für viele junge Talente ein Sprungbrett in erfolgreiche Karrieren. Bekannte Persönlichkeiten wie die Sängerin und Schauspielerin Ivy Quainoo, die Schauspielerin Jing Xiang und die Regisseurin Soleen Yusef haben hier ihre ersten Schritte gemacht.

## Ehemalige Teilnehmende
Mehrere bekannte Persönlichkeiten aus der Film-, Fernseh- und Musikwelt begannen ihre Karriere an der ACADEMY Bühnenkunstschule:
- Soleen Yusef (* 1987) – kurdisch-deutsche Regisseurin und Drehbuchautorin, bekannt für Haus ohne Dach, das mehrfach ausgezeichnet wurde, und für internationale Serien wie Skylines (Netflix) und Deutschland 89 (Amazon Prime).
- Ivy Quainoo (* 1992) – Popsängerin und Schauspielerin, die erste Gewinnerin von The Voice of Germany.
- Johanna Polley (* 1992) – Schauspielerin, bekannt aus Es war einmal Indianerland und der ZDF-Serie Der Kriminalist.
- Luna Baptiste (* 2001) – Schauspielerin, spielte in How to Sell Drugs Online (Fast) (Netflix) und Nackte Tiere, das bei der Berlinale gezeigt wurde.
- Jing Xiang (* 1993) – Schauspielerin und Ensemblemitglied am Schauspielhaus Bochum, bekannt durch ihre Rolle in Biohackers (Netflix).
- Anna Hauss (* 1993) – Sängerin, ihr Song „I Can‘t Remember Love“ (aus „Das Damengambit (Original: The Queen's Gambit)“) wurde für einen Emmy Award nominiert.
- Atrin Madani (* 1998) – Jazzmusiker und Sänger, veröffentlichte sein Debüt-Album Where Are We Now? und ist als Solist der Bigband der Deutschen Oper Berlin bekannt.
- Valentino Dalle Mura (* 1996) – Schauspieler und Ensemblemitglied am Residenztheater München, mit Rollen in verschiedenen deutschen Fernsehproduktionen.
- Via Jikeli (* 1997) – Schauspielerin, studiert an der Hochschule für Schauspielkunst Ernst Busch und ist seit 2023 Ensemblemitglied am Maxim Gorki Theater und am Berliner Ensemble zu sehen
- Pauline Werner (* 1996) – Schauspielerin, Ensemblemitglied am Theater Konstanz, bekannt aus der ZDF-„Herzkino“-Reihe Nächste Ausfahrt Glück und dem Tatort: Unklare Lage.
- Alexandra Sinelnikova (* 1994) – Schauspielerin, Ensemblemitglied am Maxim Gorki Theater Berlin, bekannt aus Theaterinszenierungen wie Planet B und Muttersprache Mameloschn.

## Produktionen (nach Basisjahr und Produktionslabor)
Die ACADEMY hat in jedem Jahr mindestens eine Hauptproduktion im Basisjahr und eine oder mehrere Produktionen im Produktionslabor (ehemals ACADEMYzwei bis 2016, dann Produktionslabor bis Sommer 2024) realisiert.

### Basisjahr
Diese Produktionen stellen die Abschlussvorstellungen des Basisjahres dar:
- 2004: STELL DIR VOR …
- 2005: WAS WÜRDEST DU TUN
- 2006: HELDEN
- 2007: EINZIGARTIG
- 2008: GUTE NACHT
- 2009: MAGIC BOX
- 2010: STÜRMISCH
- 2011: BLUTROT
- 2012: ANPFIFF
- 2013: ABGEHOBEN
- 2014: BRÜDER UND SCHWESTER
- 2015: HUNGER
- 2016: RAUS
- 2017: CTRL
- 2018: WILD
- 2019: EBBE + FLUT
- 2021: CONNECTION (Werkstätten 2021)
- 2021: EINSICHT – AUSBLICK (ein intermediales Buch)
- 2022: REPEAT RESET RELOAD
- 2023: OPEN EYES
- 2024: CHAOS
- 2025: Strom[12]

### Produktionslabor (bis 2016 „ACADEMYzwei“ und bis Sommer 2024 „Produktionshaus“)
Die Produktionen des Produktionslabors (vormals Produktionshaus) umfassen anspruchsvolle und experimentelle Projekte, die von den fortgeschrittenen Jugendlichen erarbeitet wurden:
- 2017: #1 HIDE & SEEK, #2 VON DER SCHÖNHEIT UND SELTSAMKEIT DES ANLEHNENS, #3 TRAEPT
- 2018: #4 AN ANNE, #5 IRRLICHT, #6 ICH BIN DU BIST GEWESEN, #7 PROJECT OCCIDENT
- 2019: #8 NAHESTEHEN | NAHEGEHEN, #9 : RE, #10 BEAT
- 2020: #12 PPPressure
- 2021: #11 ETWAS
- 2022: #13 rückwärts, #14 WYSIWYG, #15 CYCLES
- 2023: OPEN HOUSE
- 2024: #16 AUF DIE FRESSE
- 2025: SCHOCK - eine Trilogie

## Partnerschaften und Förderung
Seit 2003 wird die ACADEMY von der GASAG gefördert und hat ihr Zuhause unter dem Dach des Vereins Alte Feuerwache e. V. Die Partnerschaft unterstützt die kulturelle Teilhabe und fördert junge Menschen unterschiedlichster Nationalitäten in Berlin. Über die Jahre haben mehr als 38.000 Zuschauerinnen und Zuschauer die ACADEMY-Aufführungen besucht, und jährlich nehmen Hunderte an Workshops und Veranstaltungen teil.

## Internationale Projekte
Die ACADEMY Bühnenkunstschule ist in internationale Projekte eingebunden, darunter das Theatre of Remembrance, das sich der Auseinandersetzung mit historischen Ereignissen widmet. Im Rahmen dieses Projekts wird ab Oktober 2024 die Veranstaltungsreihe „ICH STEHE STILL und rühre mich“ durchgeführt, die sich mit der Geschichte des Frauen-Konzentrationslagers Ravensbrück beschäftigt. Die Serie umfasst Workshops, Reisen und eine Gedenkvorstellung, die am 27. Januar 2025, dem Internationalen Holocaust-Gedenktag, aufgeführt wird. Das Projekt wird von der Europäischen Union und Aktion Mensch finanziert.

## Auszeichnungen und Ehrungen
- Deutscher Kulturförderpreis 2007 für GASAG[15]
- Goldener Julius Engagiert 2008[16]
- Deutschland – Land der Ideen, ausgewählter Ort 2008
- Bundeswettbewerb Tanztreffen der Jugend 2017 (#2 VON DER SCHÖNHEIT UND SELTSAMKEIT DES ANLEHNENS)[17]
- Bundeswettbewerb Tanztreffen der Jugend 2019 (#8 NAHESTEHEN | NAHEGEHEN)[17]
- Bundeswettbewerb Tanztreffen der Jugend 2020 (#10 BEAT)[17]
- Bundeswettbewerb Tanztreffen der Jugend 2024 (FRUST aus #16 AUF DIE FRESSE)[11][17][18][19]
- Deutscher Kulturförderpreis 2025 für GASAG[20][21]

Im Oktober 2012 besuchte Bundespräsident Joachim Gauck die ACADEMY Bühnenkunstschule und zeigte sich beeindruckt von einer multikulturellen Theateraufführung, die von etwa 50 jungen Künstlerinnen und Künstlern der Bühnenkunstschule dargeboten wurde. Zu den weiteren Gästen zählten unter anderem Berlins damaliger Regierender Bürgermeister Klaus Wowereit und Kreuzbergs Bezirksbürgermeister Franz Schulz.
Im September 2017 trat die ACADEMY Bühnenkunstschule beim Bürgerfest des Bundespräsidenten im Schloss Bellevue auf.